# St. Bartholomäus (Mörlenbach)

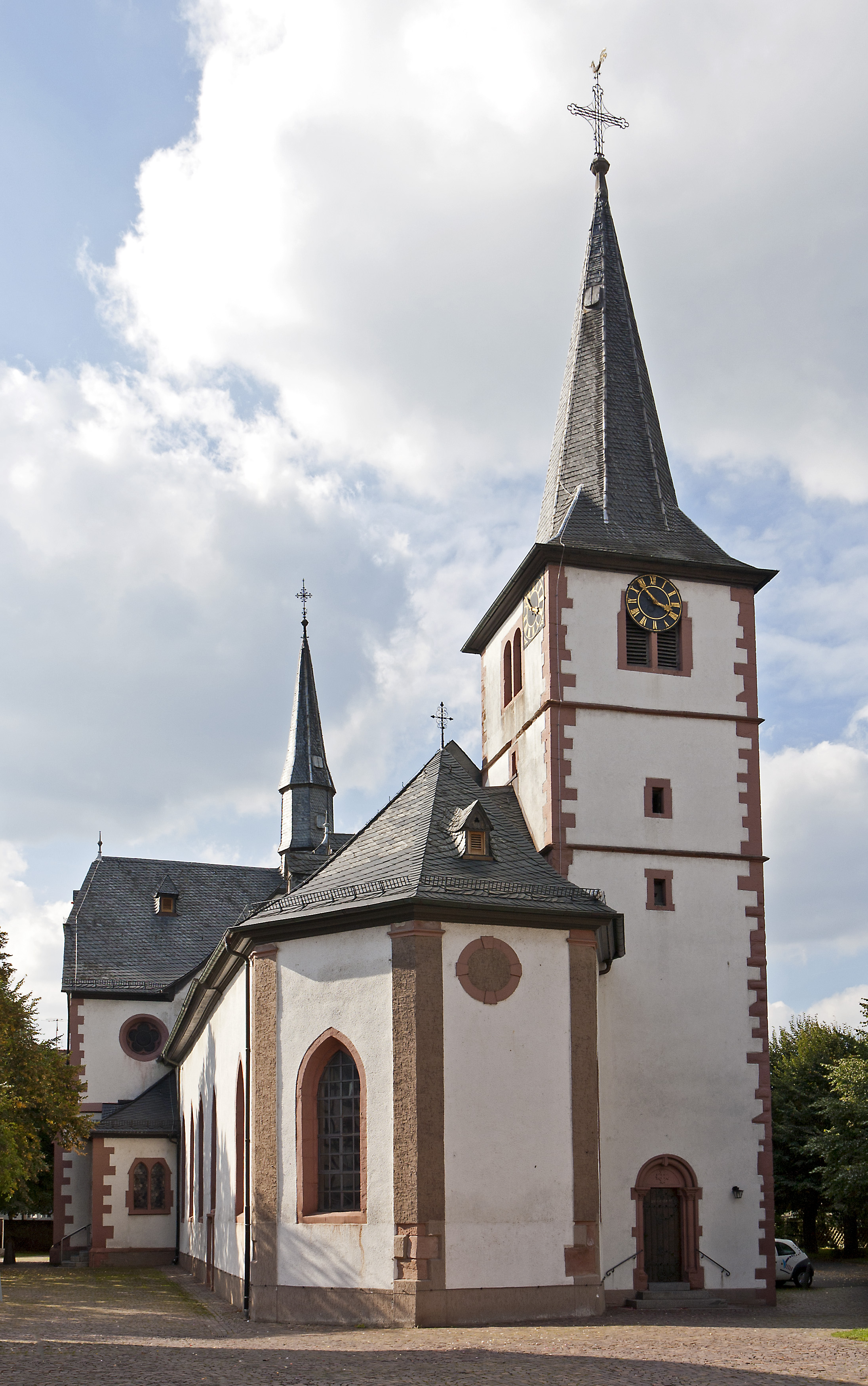
St. Bartholomäus (Mörlenbach)

Die römisch-katholische, denkmalgeschützte Kirche St. Bartholomäus steht in Mörlenbach im Landkreis Bergstraße in Hessen. Die Kirche gehört zur Pfarrei St. Bartholomäus & Weiher im Dekanat Bergstraße-Ost des Bistums Mainz.

## Beschreibung
Der untere Teil des Chorturms einer um 1100 erbauten Kirche blieb erhalten. 1450 wurden das gotische Kirchenschiff und der Chor im Osten, letzterer auf den Grundmauern des Vorgängerbaus, errichtet. Der Turm stand nun auf der Nordseite. 1726 erhielt der Turm durch Aufstockung seine heutige Gestalt umgebaut. Sein oberstes Geschoss beherbergt die Turmuhr und den Glockenstuhl, in dem vier Kirchenglocken hängen. Das Kirchenschiff wurde 1776–80 verlängert. Außerdem wurde es nach Norden verbreitert, sodass der alte Chor und der Turm die Breite des breiteren Kirchenschiffs einnehmen. 1890 wurden das Querschiff und der neue Chor im Westen errichtet. Auf der Vierung erhebt sich ein schmaler, achteckiger, mit einem spitzen Helm bedeckter Dachreiter. Auf der Empore im nördlichen Querschiff steht die für die Kapelle des Heidelberger Schlosses von Gottfried Knaut gebaute Orgel mit 17 Registern, 2 Manualen und einem Pedal. Sie wurde 1807, nachdem die Kapelle geschlossen wurde, nach Mörlenbach verkauft. 1971 wurde sie von Erich Breitmann restauriert und vergrößert.